# Henri Beumer
Hendericus (Henri) Beumer (Leeuwarden, 11 juli 1828 – Bordeaux, circa 1899) was een Belgisch muzikant van Nederlandse komaf. Hij verfranste zijn naam tot Henri Beumer.
Hij werd geboren binnen het gezin van muzikant Antony Beumer en Maria Louise Ronne, dat woonachtig was in Den Bosch. Henri Beumer trouwde op 2 maart 1853 met de pianiste Jeanne Palmira Lambelé (Brussel, 10 mei 1830 – Parijs 30 januari 1881). Uit dat huwelijk kwam dochter Dyna Beumer voort.
Zijn muzikale opleiding kreeg hij in eerste instantie van zijn vader. Vervolgens mocht hij studeren aan het Conservatorium van Brussel bij Charles-Auguste de Bériot. In 1852 studeerde hij daar af met een prix d’honneur. Al tijdens zijn studie begon hij ook als répétiteur de violon. In 1860 werd hij gepromoveerd tot assistent-professor, in 1863 tot professor. Hij gaf naast het lesgeven ook (al dan niet met zijn vrouw) een aantal concerten in en om Brussel. Er zijn ook enkele composities van hem bekend. In diezelfde tijd zou hij hebben gespeeld bij de Koninklijke Muntschouwburg in Brussel en was ook hofviolist. In 1869 kwam er een eind aan zijn dienstverband. Hij zou zijn gezin in de steek hebben gelaten en dat kon destijds niet door de beugel. In de Guide Musical van 1869 werd het volgende vermeld:
- Deux places sont vacantes au Conservatoire de musique: M. Lemmens a résigné ses fonctions de professeur d'orgue et M. Beumer a été révoqué des siennes comme professeur de violon.
- Le monde musical bruxellois est en émoi par suite de la fugue que vient de faire un premier violon de l'orchestre du Théâtre-Royal, professeur au Conservatoire. Une dame qui possède, dit-on, quelques attraits et beaucoup d'écus accompagne le fugitif.

Zijn vrouw mocht wel aan het conservatorium blijven werken.
Na die scheiding leidde Beumer een zwervend bestaan. Hij werd in diverse Franse muziektijdschriften vermeld met zijn concerten, onder andere met zijn dochter. In 1885 is hij terug te vinden als docent aan het conservatorium in Bordeaux, alwaar in 1899 in verband met zijn overlijden een oproep verscheen tot opvolging als leermeester.
Teruggevonden werken zijn:
- een opus 1: Six études
- Ava Maria
- 50 études pour violon seul, divisées en cinq parties
- Marche solennelle a grand orchestre
- Fantaisie pour houtbois et orchestre (waarvan de solopartij ontbreekt)

Hij zou nog symfonieën, concerto’s, missen, opera’s en balletten hebben geschreven, maar daar is vooralsnog niets van teruggevonden.